# Templo de San Agustín (San Luis Potosí)
El Templo de San Agustín es un edificio católico ubicado en el centro histórico de la ciudad de San Luis Potosí, San Luis Potosí, México. El templo es catalogado como monumento histórico por el Instituto Nacional de Antropología e Historia (INAH) para su preservación.

## Historia
A la llegada de la Orden de San Agustín a San Luis Potosí en 1592, con Fray Pedro de Castroverde que fundó la hospedería para los que pasaban a Zacatecas. El 19 de septiembre de 1603 mediante real cédula fue aprobada la construcción del convento. Se le debe su fundación al fray Pedro de Castroverde, pero fue el fray Diego de Basalenque quien llevó a cabo su construcción. Fue el primer lugar de estudios de gramática para los niños españoles en la ciudad. Al principio el templo fue un lugar de alojamiento para los sacerdotes agustinos. La fachada de cantera cuenta con varias hornacinas. Se encuentran, el primer cuerpo, en la izquierda, Agustín de Hipona, y a la derecha, Nicolás de Tolentino; el segundo, a la izquierda, Mónica de Hipona, y la derecha, Rita de Casia; arriba, la portada es presidida por el patrón del convento de los agustinos.
La Escuela de Artes y Oficios Benito Juárez que se localizaba en el claustro del antiguo convento agustino y fue inaugurada en 1881 por el gobernador Carlos Díez Gutiérrez. Entre 1883 y 1884 fue renombrada la Escuela Industrial Militar para formar a técnicos y darle un enfoque industrial a la educación, ya que se creyó que eso impulsa el progreso del país. Posteriormente en 1907 fue trasladado a su ubicación presente sobre Calzada de Guadalupe, ahora se conoce como el Internado Damián Carmona.
La explanada del convento fue absorbida por el urbanismo de la ciudad por mucho tiempo hasta que en 1984 se volvió a integrar con el convento. Se derribaron varias viviendas que ocultaban la portada lateral barroca por más de un siglo. El interior cuenta con varios elementos destacables. La entrada de la sacristía tiene una pileta de piedra. Sus bóvedas tiene águilas bicéfalas que hacen referencia al Escudo de Carlos I de España. Hay dos capillas, una pequeña está dedicada a San Atenógenes. Al lado izquierdo la pequeña torre de mampostería que formaba parte de la capilla lateral, dedicada al Tránsito de María que data de 1613. Aunque el templo tiene influencia renacentista, predomina el barroco. En el siglo XVIII se construyó la torre mayor de estilo barroco. Tiene un relieve de cantera que representa al Santo Árbol de la Cruz.
Ya para 1629 estaba construido el convento de una planta. La portería veía hacia el norte y estaba en el lado poniente de la iglesia. En la parte trasera había una huerta que ha desaparecido. Debido a las Leyes de Reforma fue parcialmente derribado el convento. Se destruyeron en la parte oriente la portería de tres arcos y las bóvedas que se dirigían a la entrada del convento. Debido a la Ley Lerdo el convento fue desamortizado y vendido a particulares. Sirvió como bodega, ferretería, talleres para una escuela industrial, prisión, cuartel militar y mesón. Se ha tratado de rescatar el exconvento. Se han abierto a la vista muros de piedra, bóvedas de cantera blanca, vanos de ventanas y puertas, una reja de mezquite y decoraciones de argamasa. Antes contaba con un gran espacio como el Jardín Guerrero frente a la Iglesia de San Francisco o la Plaza Fundadores frente a la Iglesia de la Compañía, pero hoy en día está reducido a un atrio. El claustro también estaba ajardinado. Como otras iglesias de la ciudad y de todo el país, su interior se reemplazó por uno neoclásico en 1840.

## Galería

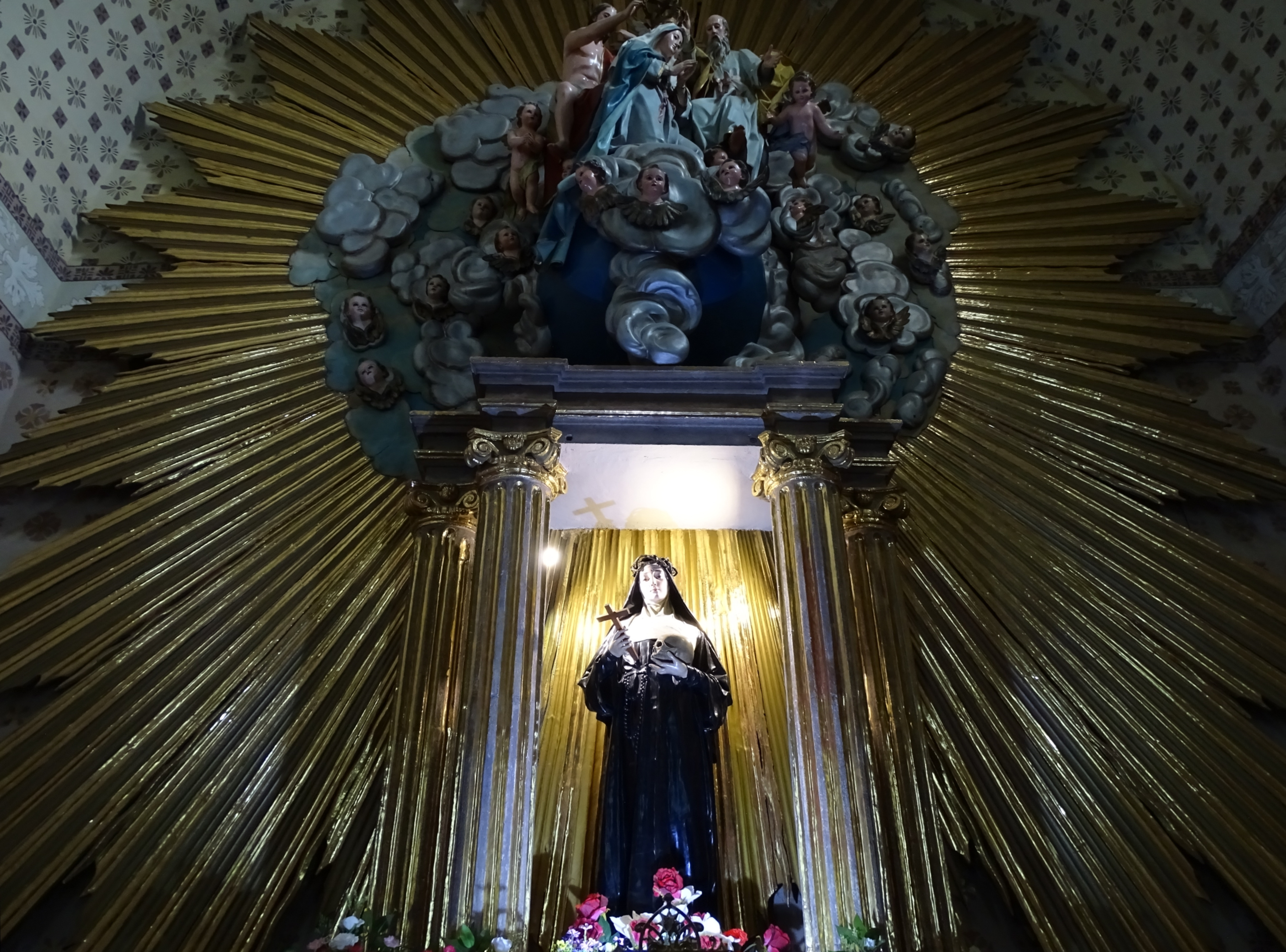
Imagen de la Virgen María.
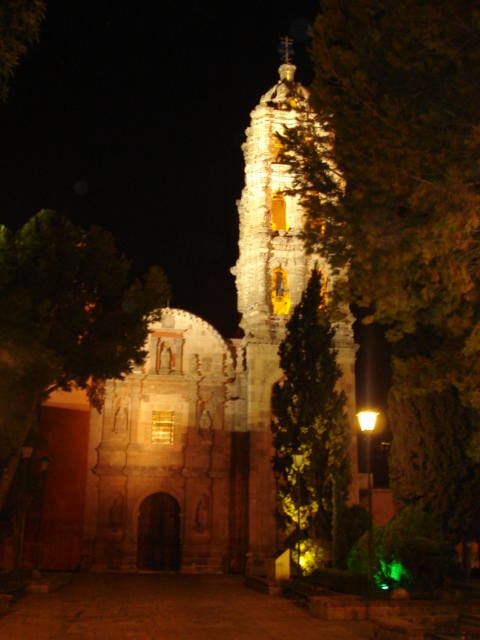
El templo de noche.
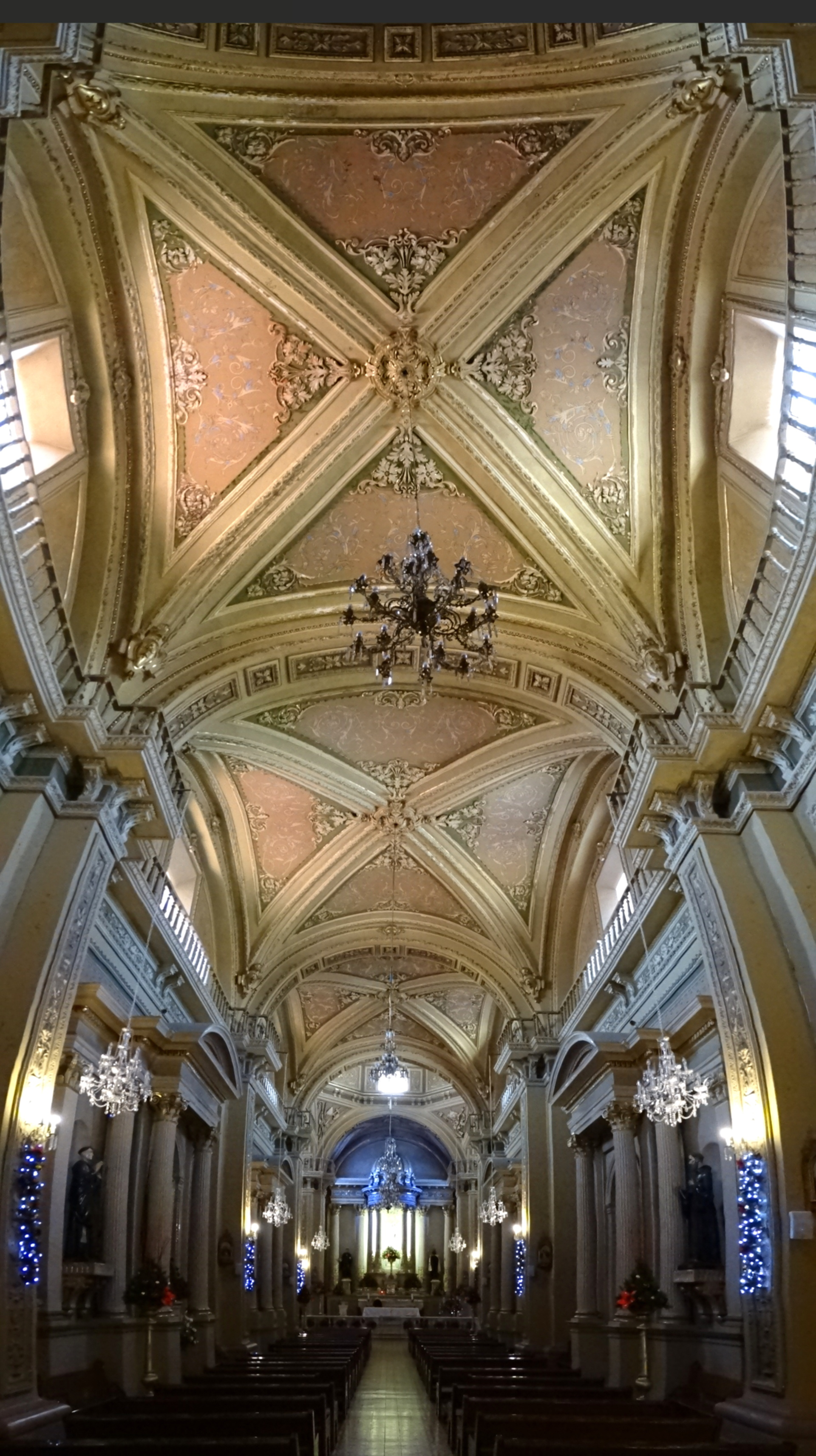
El interior.
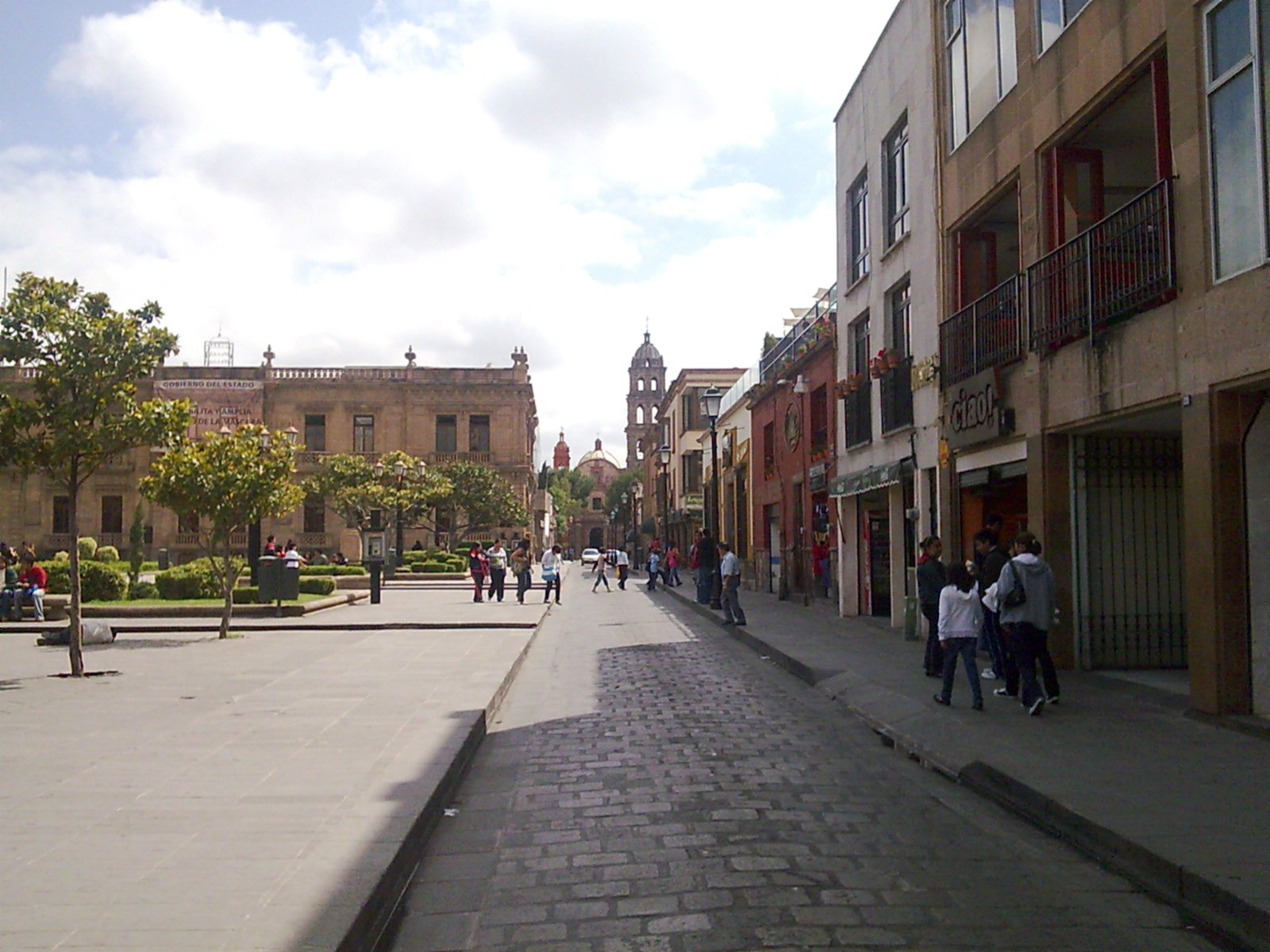
Vista del templo desde la Plaza del Carmen.
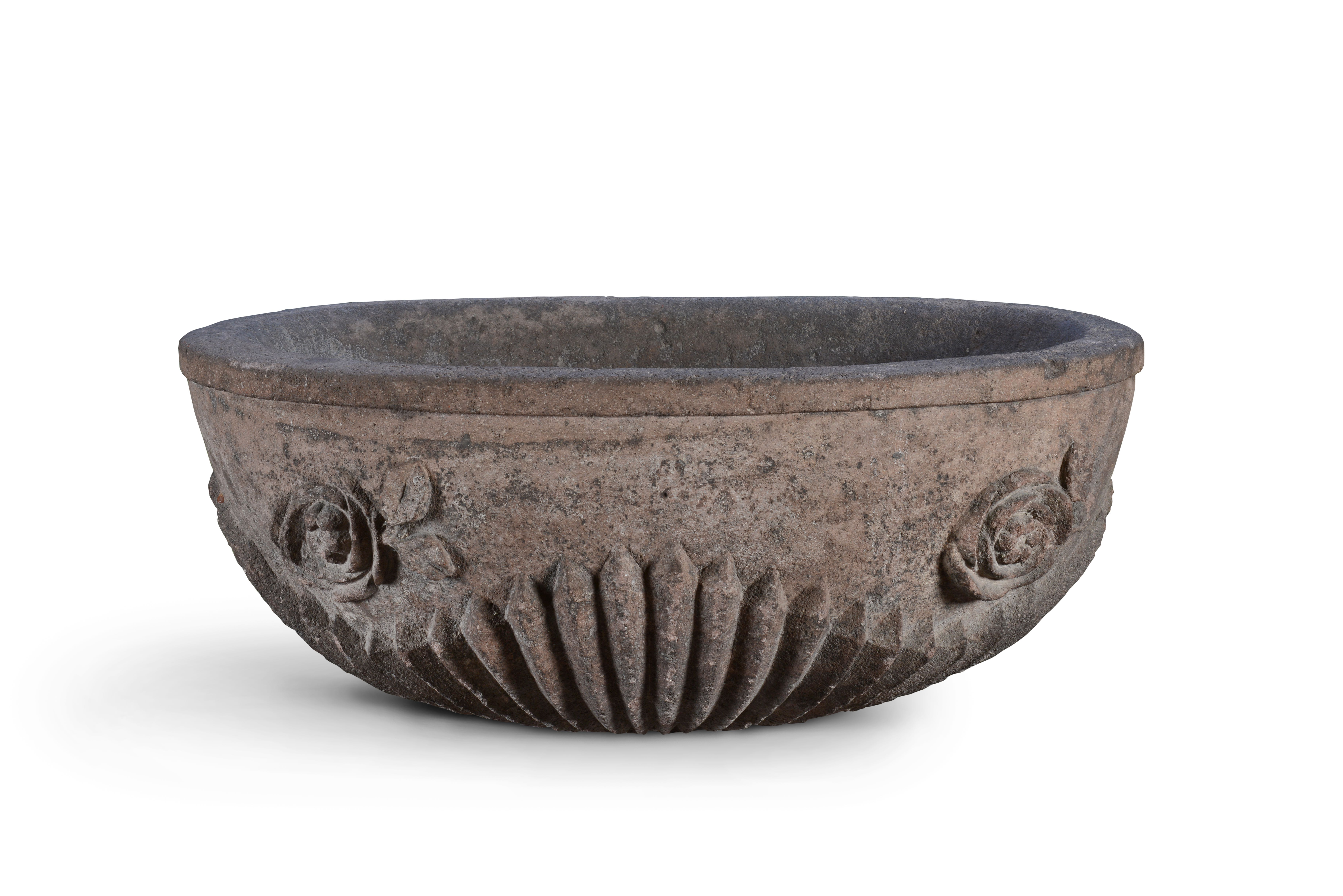
Antigua pila de bautismo del convento ahora ubicado en el Museo del Virreinato.